# Хоэнфельс (Верхний Пфальц)
Хоэнфельс (нем. Hohenfels) — община в Германии, в земле Бавария.
Подчиняется административному округу Верхний Пфальц. Входит в состав района Ноймаркт-ин-дер-Оберпфальц. Население составляет 2064 человека (на 31 декабря 2010 года). Занимает площадь 137,10 км².
Община подразделяется на 4 сельских округа.
В Хоэнфельс находится военный учебный полигон Европейского командования Вооружённых сил США.

## Население
По оценке на 31 декабря 2015 года население общины Хоэнфельс составляет 2130 чел. 

| Дата      | 1840 | 1871 | 1900 | 1925 | 1939 | 1950 | 1961 | 1970 | 1987 | 2011 |
| --------- | ---- | ---- | ---- | ---- | ---- | ---- | ---- | ---- | ---- | ---- |
| Население | 3302 | 3258 | 3232 | 3530 | 2780 | 4160 | 2314 | 2381 | 2095 | 2081 |

| Год       | 1960 | 1970 | 1980 | 1990 | 2000 | 2009 | 2010 | 2011 | 2012 | 2013 | 2014 | 2015 |
| --------- | ---- | ---- | ---- | ---- | ---- | ---- | ---- | ---- | ---- | ---- | ---- | ---- |
| Население | 2238 | 2352 | 2117 | 2125 | 2139 | 2124 | 2064 | 2073 | 2053 | 2119 | 2127 | 2130 |